# Dictínids
Els dictínids (Dictynidae) són una família d'aranyes araneomorfes. Fou descrita per primera vegada per Octavius Pickard-Cambridge l'any 1871.
La major part són aranyes cribel·lades, i moltes d'elles elaboren teranyines irregulars a prop o directament en el terra. D'una manera característica creen un embolic de fils sedosos entre branques o arrels d'una planta. Algunes viuen en zones de marees; per exemple, els exemplars del gènere Paratheuma viuen habitualment en petxines que segellen amb seda; això els permet mantenir una bombolla d'aire durant la marea alta (plenamar). Emergeixen de nit per alimentar-se de diversos artròpodes petits que viuen a la zona de marees. La seva distribució és força extensa per tot el món, amb l'excepció d'algunes zones d'Àfrica, el sud d'Àsia, i Aràbia.

## Sistemàtica

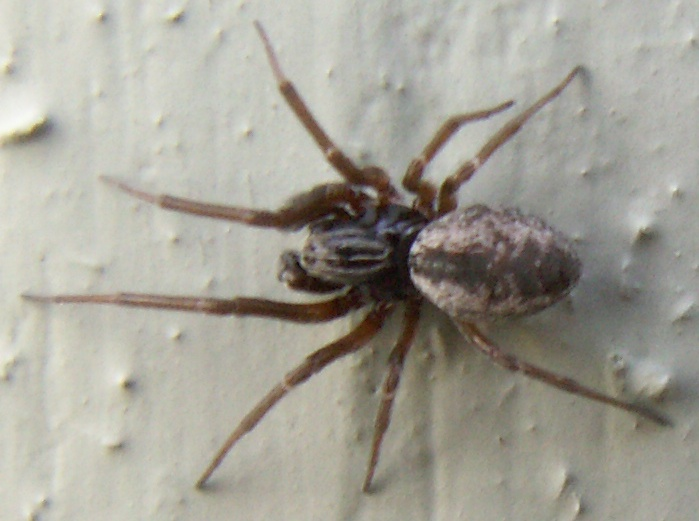
Dictyna arundinacea

Segons el World Spider Catalog amb data de 15 de febrer de 2019, aquesta família té reconeguts 52 gèneres i 469 espècies de les quals 118 pertanyen al gènere Dictyna. El canvis dels darrers anys són rellevants, ja que el 20 de novembre del 2006 i hi havia reconeguts 48 gèneres i 562 espècies. Molts dels canvis s'han acceptat a partir de l'estudi de Wheeler et al. Un gènere com Cicurina, amb 136 espècies, juntament amb Chorizomma i Mastigusa, van ser transferit al hàhnids (Hahnidae); i Blabomma i Yorima passaren a formar part dels cibèids (Cybaeidae). Però també, a l'inrevés, ja que Argyroneta fou transferida dels cibèids als dictínids.
- Adenodictyna Ono, 2008
- Aebutina Simon, 1892
- Ajmonia Caporiacco, 1934
- Altella Simon, 1884
- Anaxibia Thorell, 1898
- Arangina Lehtinen, 1967
- Archaeodictyna Caporiacco, 1928
- Arctella Holm, 1945
- Argenna Thorell, 1870
- Argennina Gertsch & Mulaik, 1936
- Argyroneta Latreille, 1804
- Atelolathys Simon, 1892
- Banaidja Lehtinen, 1967
- Bannaella Zhang & Li, 2011
- Brigittea Lehtinen, 1967
- Brommella Tullgren, 1948
- Callevophthalmus Simon, 1906
- Chaerea Simon, 1884
- Clitistes Simon, 1902
- Devade Simon, 1884
- Dictyna Sundevall, 1833
- Dictynomorpha Spassky, 1939
- Emblyna Chamberlin, 1948
- Hackmania Lehtinen, 1967
- Helenactyna Benoit, 1977
- Hoplolathys Caporiacco, 1947
- Iviella Lehtinen, 1967
- Kharitonovia Esyunin, Zamani & Tuneva, 2017
- Lathys Simon, 1884
- Mallos O. Pickard-Cambridge, 1902
- Marilynia Lehtinen, 1967
- Mashimo Lehtinen, 1967
- Mexitlia Lehtinen, 1967
- Mizaga Simon, 1898
- Myanmardictyna Wunderlich, 2017
- Nigma Lehtinen, 1967
- Paradictyna Forster, 1970
- Paratheuma Bryant, 1940
- Penangodyna Wunderlich, 1995
- Phantyna Chamberlin, 1948
- Qiyunia Song & Xu, 1989
- Rhion O. Pickard-Cambridge, 1871
- Saltonia Chamberlin & Ivie, 1942
- Scotolathys Simon, 1884
- Shango Lehtinen, 1967
- Sudesna Lehtinen, 1967
- Tahuantina Lehtinen, 1967
- Tandil Mello-Leitão, 1940
- Thallumetus Simon, 1893
- Tivyna Chamberlin, 1948
- Tricholathys Chamberlin & Ivie, 1935
- Viridictyna Forster, 1970

La proposta de constituir la família Argyronetidae per Ono el 2009 i Murphy i Roberts el 2015, no s'ha acceptat.

### Fòssils
Segons el World Spider Catalog versió 19.0 (2018), existeixen els següents gèneres fòssils:
- †Arthrodictyna Petrunkevitch, 1942
- †Balticocryphoeca Wunderlich, 2004
- †Brommellina Wunderlich, 2004
- †Chelicirrum Wunderlich, 2004
- †Cryphoezaga Wunderlich, 2004
- †Eobrommella Wunderlich, 2004
- †Eocryphoeca Petrunkevitch, 1946
- †Eocryphoecara Wunderlich, 2004
- †Eodictyna Wunderlich, 2004
- †Eolathys Petrunkevitch, 1950
- †Flagelldictyna Wunderlich, 2012
- †Gibbermastigusa Wunderlich, 2004
- †Hispaniolyna Wunderlich, 1988
- †Mizagalla Wunderlich, 2004
- †Palaeodictyna Wunderlich, 1988
- †Palaeolathys Wunderlich, 1986
- †Protomastigusa Wunderlich, 2004
- †Scopulyna Wunderlich, 2004
- †Succinya Wunderlich, 1988

### Superfamília
Els dictínids havien format part dels dictinoïdeus (Dictynoidea), una superfamília formada per sis famílies entre les quals cal destacar pel seu nombre d'espècies els mateixos dictínids (562) i els anifènids (508). Existeixen alguns gèneres i espècies fòssils.
Les aranyes, tradicionalment, havien estat classificades en famílies que van ser agrupades en superfamílies. Quan es van aplicar anàlisis més rigorosos, com la cladística, es va fer evident que la major part de les principals agrupacions utilitzades durant el segle XX no eren compatibles amb les noves dades. Actualment, els llistats d'aranyes, com ara el World Spider Catalog, ja ignoren la classificació de superfamílies.